# Arucas
Arucas è un comune spagnolo di 32 466 abitanti situato nell'isola di Gran Canaria e appartenente alla comunità autonoma delle isole Canarie.

## Economia

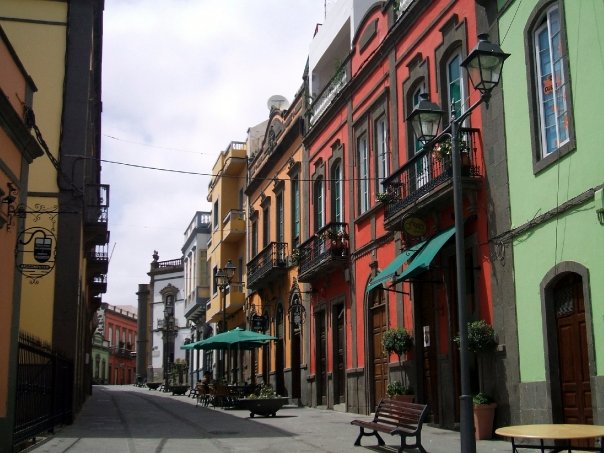
Vie del centro

Questa piccola località è famosa soprattutto per la produzione di rum. La fabbrica del rum di Arucas è stata fondata nel 1884, ed è oggi diventata una delle principali aziende produttrici di rum a livello europeo.